# Twilight of the Thunder God
Twilight of the Thunder God (englisch für „Dämmerung des Donnergottes“) ist das siebte Studioalbum der schwedischen Melodic-Death-Metal-Band Amon Amarth. Es erschien am 19. September 2008 via Metal Blade Records. Mit diesem Album schaffte die Band zum ersten Mal den Sprung unter die Top 10 der deutschen Albumcharts.

## Entstehung
Der Prozess des Songwritings begann im Herbst 2007 nach Abschluss der Europatournee mit Dimmu Borgir und Engel. Erstmals trug auch der zweite Gitarrist Johan Söderberg Ideen bei. Der Großteil des Materials stammt aber weiterhin von Olavi Mikkonen. Zwischen Januar und April 2008 trafen sich die Bandmitglieder fünfmal in der Woche um aus den zusammengetragenen Ideen neue Lieder zu komponieren. In der Zwischenzeit verlängerte die Band ihren Vertrag mit Metal Blade Records um drei weitere Studioalben.
Am 1. Mai 2008 begannen in den Fascination Street Studios in Örebro die Aufnahmen. Wie schon beim Vorgängeralbum wurde Twilight of the Thunder God von Jens Bogren produziert. Bogren übernahm außerdem das mischen und mastern. Zunächst wurde das Schlagzeug aufgenommen. Hierfür wurde eine Gitarrenspur abgespielt, die von einem Metronom begleitet wurde. Damit sollte Schlagzeuger Frederik Andersson ein Orientierungspunkt gegeben werden. Danach wurden Rhythmusgitarre, Bass, Sologitarre und der Gesang aufgezeichnet, wobei sich die Sologitarre und der Gesang abgewechselt haben. Laut Sänger Johan Hegg konnte die Band so Zeit und Geld sparen.
Zum ersten Mal in der Bandgeschichte griffen Amon Amarth auf Gastmusiker zurück. Für das Titellied steuerte Roope Latvala von Children of Bodom ein Gitarrensolo bei. Bei „Guardians of Asgaard“ ist Entombed-Sänger Lars-Göran Petrov zu hören. Zuletzt treten Apocalyptica mit ihren Celli bei „Live for the Kill“ auf.
Während der Aufnahmen veröffentlichte die Band sechs Studiotagebücher als Videos. Die Aufnahmen waren am 13. Juni 2008 beendet. Anfang August 2008 reiste die Band nach Polen, um für das Titellied ein Musikvideo zu filmen. Kurze Zeit später stellt die Band das Titellied und später auch „Guardians of Asgaard“ auf ihrer Myspace-Seite vor.

## Hintergrund
Im Titellied geht es um Thors Kampf mit der Midgardschlange während Ragnarök. Thor erschlägt die Schlange und stirbt. Diese Geschichte wurde auch als Comic umgesetzt. Auszüge daraus erschienen vorab in diversen Musikzeitschriften. Das vollständige Comic liegt dem auf 1000 Exemplare limitierten Boxset bei.
„Tattered Banners and Bloody Flags“ befasst sich mit dem Auflauf zum großen Endkampf des Ragnarök. „Free Will Sacrifice“ schildert die Situation einer zahlenmäßig unterlegenen Kämpfergruppe, die es mit 10.000 Mann aufnimmt. Bei „No Fear for the Setting Sun“ geht es darum, wie ein Mensch für seinen Glauben und seine Ansichten einsteht. „Embrace of the Endless Ocean“ handelt von einem Wikinger, der nach vielen Jahren in Gefangenschaft heimkehren darf. Sein Schiff gerät unterwegs in einen Sturm und sinkt.
„Guardians of Asgaard“ beschreibt, wie der Wohnsitz der Götter Asgaard gegen Angriffe der Riesen verteidigt wird. In „Where Is Your God?“ wird die Situation von Dorfbewohnern beschrieben, die überfallen werden. Ihre Gebete zum christlichen Gott werden nicht erhört. Das Stück „Varyags of Miklagaard“ umschreibt heimkehrende Krieger, die dem Imperator von Miklagard, also dem Kaiser von Byzanz, dienten. „The Hero“ schildert die Situation eines Söldners, der auf dem Schlachtfeld fällt und schließlich von Fremden betrauert wird.

## Rezeption
Twilight of the Thunder God wurde in insgesamt vier deutschen Metalmagazinen (Rock Hard, Metal Hammer, Legacy und Heavy oder was?) zum „Album des Monats“ gekürt. Metal Hammer-Chefredakteur Thorsten Zahn beschreibt das Album als ein „Meisterwerk des melodischen Todesmetalls“, welches „knackig, auf den Punkt gebracht die Schlacht gewinnt“. Für Stefan Hofmann vom Onlinemagazin Bloodchamber ist Twilight of the Thunder God ein „vielschichtiges Album, welches ohne wirkliche Ausfälle zu den Highlights der Bandgeschichte zählt“.
Twilight of the Thunder God stieg in Deutschland auf Platz 6 der Albumcharts ein. Weitere hohe Chartplatzierungen gab es in Finnland (Platz 10), Schweden (Platz 11), Österreich (Platz 14) und der Schweiz (Platz 21). In den USA erreichte das Album Platz 48 und verkaufte sich in der ersten Woche über 11.000 Mal.

## Versionen
Twilight of the Thunder God erschien in vier Versionen. Neben der regulären CD erschien das Album als Doppel-LP. In Europa wurde eine limitierte Edition veröffentlicht, die neben dem Album einen Mitschnitt des Auftritts beim Summer-Breeze-Festival 2007 auf CD und DVD enthält. Zuletzt gibt es ein auf 1000 Exemplare limitiertes Boxset, in dem Wackelfiguren der einzelnen Bandmitglieder, ein Poster und ein Comic zu finden sind.

## Coverversionen
Das Titellied Twilight of the Thunder God wurde mehrfach gecovert.
Beispiele sind:
- Sabaton auf dem Album Carolus Rex
- Corvus Corax auf dem Album Gimlie
- Rage of Light auf dem Album Imploder
- Feuerschwanz auf dem Album Memento Mori

## Titelliste
| 1. Twilight of the Thunder God – 4:08 2. Free Will Sacrifice – 4:08 3. Guardians of Asgaard – 4:23 4. Where is Your God? – 3:11 5. Varyags of Miklagaard – 4:18 6. Tattered Banners and Bloody Flags – 4:30 7. No Fear for the Setting Sun – 3:52 8. The Hero – 4:01 9. Live for the Kill – 4:09 10. Embrace of the Endless Ocean – 6:44 | 1. Intro 2. Valhall Awaits Me 3. Runes to My Memory 4. Cry of the Black Birds 5. Asator 6. Pursuit of Vikings 7. Fate of Norns 8. Without Fear 9. With Oden on Our Side 10. Where Silent Gods Stand Guard 11. An Ancient Sign of Coming Storm 12. Victorious March 13. Death in Fire |